# Brighton-Le-Sands (New South Wales)
Brighton-Le-Sands is een voorstad van Sydney in de Australische deelstaat New South Wales. Bij de telling van 2016 had Brighton-Le-Sands 8325 inwoners.